# Kaszuny
Kaszuny (deutsch Kaschaunen) ist ein Ort in der polnischen Woiwodschaft Ermland-Masuren. Er gehört zur Landgemeinde Lidzbark Warmiński (Heilsberg) im Powiat Lidzbarski (Kreis Heilsberg).

## Geographische Lage
Kaszuny liegt an der Drewenz (polnisch Drwęca Warmińska) im Nordwesten der Woiwodschaft Ermland-Masuren, 42 Kilometer südöstlich der früheren Kreisstadt Braunsberg (polnisch Braniewo) bzw. 15 Kilometer westlich der Stadt Lidzbark Warmiński (Heilsberg), der heutigen Kreismetropole.

## Geschichte
Bei dem früher Kaschaunen genannten Ort handelt es sich um ein sehr weit gestreutes Dorf, durch das sich das Flüsschen Drwęca Warmińska (Drewenz) schlängelt. 1874 wurde es ein Teil des neu errichteten Amtsbezirks Migehnen (polnisch Mingajny) im ostpreußischen Kreis Braunsberg, Regierungsbezirk Königsberg.
409 Einwohner verzeichnete Kaschaunen im Jahre 1910. Ihre Zahl verringerte sich bis 1933 auf 397 bzw. auf 323 im Jahre 1939.
Aufgrund der Abtretung des gesamten südlichen Ostpreußen in Kriegsfolge 1945 an Polen erhielt Kaschaunen die polnische Namensform „Kaszuny“. Das Dorf ist heute eine Ortschaft im Verbund der Gmina Lidzbark Warmiński (Landgemeinde Heilsberg) im Powiat Lidzbarski (Kreis Heilsberg), von 1975 bis 1998 der Woiwodschaft Olsztyn, seither der Woiwodschaft Ermland-Masuren zugehörig. Im Jahre 2021 zählte Kaszuny 53 Einwohner.

## Religion
Kaszuny gehört jetzt wie Kaschaunen vor 1945 zur römisch-katholischen Pfarrei Mingajny (Migehnen) im Erzbistum Ermland. Außerdem war das Dorf vor 1945 in die evangelische Kirche Wormditt (polnisch Orneta) in der Kirchenprovinz Ostpreußen der Kirche der Altpreußischen Union eingegliedert, ist seither jedoch der Diözese Masuren der Evangelisch-Augsburgischen Kirche in Polen zugehörig.

## Verkehr
Das weitgefächerte Dorf Kaszuny liegt an einer Nebenstraße, die parallel zur Woiwodschaftsstraße 513 verläuft und Mingajny (Migehnen) mit Runowo (Raunau) verbindet. Von der Woiwodschaftsstraße 513 führt außerdem eine Straße durch Kaszuny, die von Grabniak (Buchwald) mit  bis nach Wolnica (Freimarkt) führt. Eine Bahnanbindung besteht nicht.

## Persönlichkeit
- Bruno Schonig (* 26. Juli 1937 in Kaschaunen) war von 1972 bis 1990 Professor für Historische Pädagogik in Berlin an der Pädagogischen Hochschule bzw. der Technischen Universität. Von 1990 an war er als pädagogischer Schriftsteller tätig und hat zahlreiche Schriften gerade auch zur Reformpädagogik publiziert († 2001).